# ASR-10
Ensoniq ASR-10 är en workstation/sampler som 1992 kom att ersätta sin föregångare EPS-16+. ASR-10 hade många förbättringar. Bland annat ett utökat antal röster, stereosampling och större internminne. ASR-10 behöll dock arkitekturen från sin föregångare och är fullt bakåtkompatibel med dess ljudformat.
ASR-10 såldes som en standard 61-tangenters klaviaturmodell, men även en 19" rackenhet och en klaviaturmodell med 88 vägda tangenter fanns tillgänglig.

## Funktioner
Samplern har några unika funktioner som utmärker den från sina dåvarande konkurrenter. Bland annat en programmerbar effektenhet som kunde laddas med nya effekter i mjukvara. Bland de tredjepartstillverkare som skapade och sålde mjukvara till effektenheten fanns bland annat Waveboy industries. 
Ytterligare fanns en funktion kallad Transwave som indelar en vågform i en serie av partiella vågformer. Genom att svepa över dessa kan man till exempel emulera filter med resonans något som denna sampler annars saknar.
Ensoniqs hade överlag har en "mjuk" approach över alla sina synthar, det vill säga mycket av funktionaliteten ligger i mjukvaran och operativsystemet. Detta kombinerat med en lyhördhet för användarnas behov och önskemål skapade en dynamisk, funktionsmässigt balanserad och hyfsat stabil plattform för musikproduktion. Sista revisionen på operativsystemet var 3.53. Krascher förekommer av olika slag vilket varje användare bör vara medveten om för att minimera risken för att plötsligt förlora sitt arbete.